# Суйэйдзюцу
Суйэйдзюцу (яп. 水泳術 суйэйдзюцу, «искусство плавания») или суйэй (яп. 水泳, «водные техники») — общее понятие японского боевого искусства, посвящённого изучению различных боевых плавательных техник. В дословном переводе означает «искусство плавания в воде»: суй (яп. 水) — «вода»; эй (яп. 泳) — «плавать», «нырять»; дзюцу (яп. 術) — «искусство», «навыки».

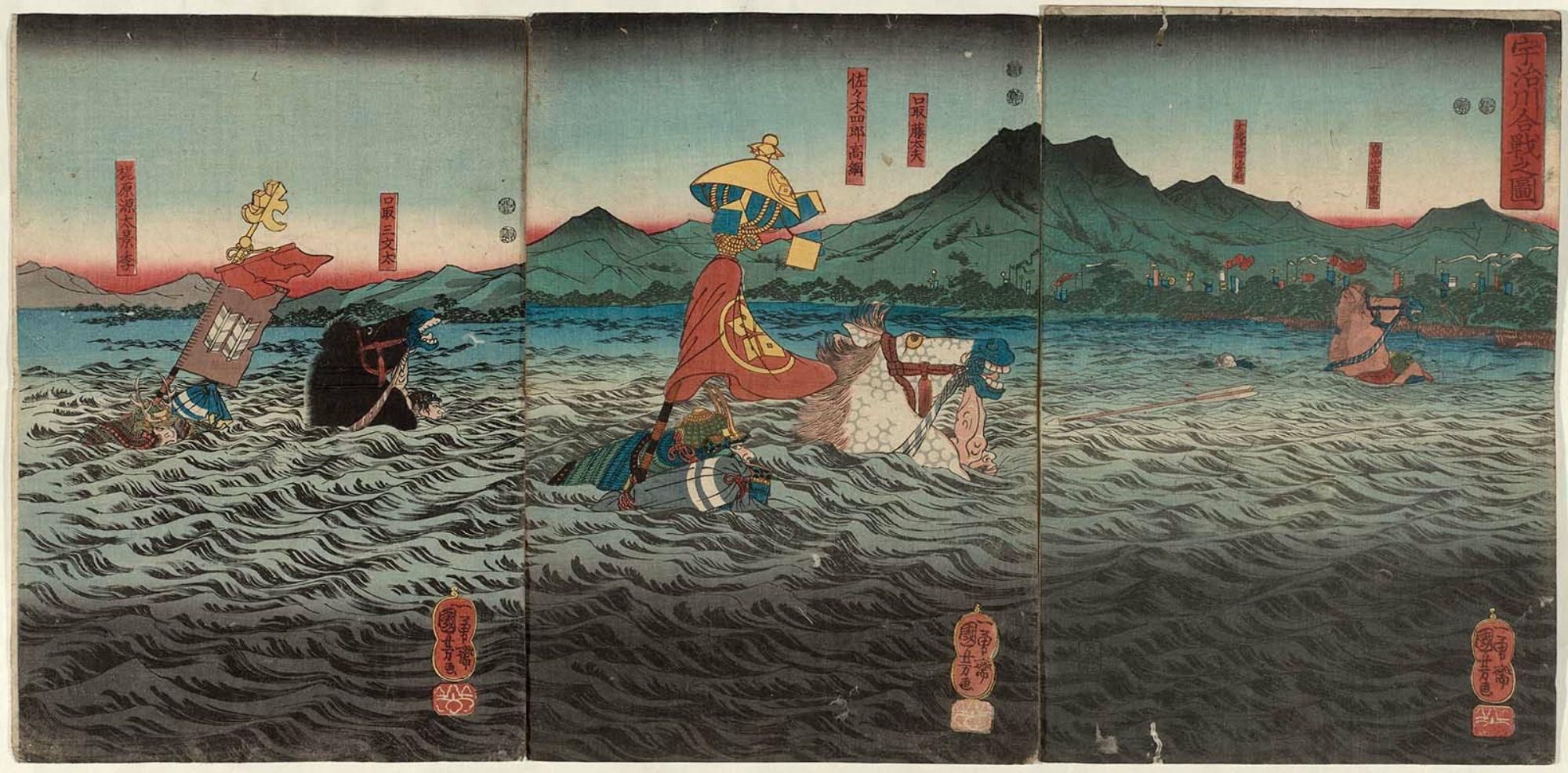
Самураи форсируют водную преграду

Высшим мастерством считалось умение плавать, используя одни ноги и одновременно стреляя из лука. Топографические отличия, влиявшие на глубину и течение речек и моря, повлекли за собой зарождения из числа воинов разных стилей плавания.
Суйэй-дзюцу состоит из базовых техник фуми-аси, хождение в воде; инатоби, позволявшая воину выпрыгивать из воды; аси-гарами, борьба в воде.

### Оёгидзюцу
Одним из разделов суйэйдзюцу является оёгидзюцу (яп. 泳ぎ術, «искусство плавания в доспехах») — искусство плавания в доспехах.
Самураи Японии сражались, будучи одетыми в защитные доспехи. Для того чтобы воин успешно пересекал реки и озёра в броне, а также для ведения боевых действий на и в воде, самураев обучали различным техникам плавания. Конструкция японского доспеха, состоящего из кожаных пластин, усиленных металлом (в недорогих доспехах из металла, обклеенного кожей, состояли не все пластины — часть пластин была просто кожаной), обеспечивала лёгкий вес пехотного доспеха в 5—12 килограмм. Кроме того, обычно перед плаванием от доспеха оставляли лишь шлем и кирасу, а также надевали дополнительно «надувной» пояс из полых тыкв — уки-букуро.
Помимо обычных доспехов оёгидзюцу включает обучение техникам плавания в тяжелых доспехах — каттю годзэн оёги (яп. 甲冑御前泳ぎ). Так, например, техника плавания в тяжелой защите присутствует в программе обучения школы Кобори-рю (яп. 小堀流踏水術).